# 山口晋 (野球)
山口 晋（やまぐち すすむ、1971年4月23日 - ）は、静岡県島田市出身の元プロ野球選手（投手）。

## 来歴・人物
島田商業高では3年春に東海大会準優勝、夏は県大会ベスト4に導く。1989年のプロ野球ドラフト会議で広島東洋カープから5位指名を受け入団。
1992年オフに日本ハムファイターズに移籍するが、一軍登板のないまま1996年限りで現役を引退。
引退後は料理人となり、2017年に浜松市に「京料理 九花」を開店し店主を務めている。

## 詳細情報

### 年度別投手成績
- 一軍公式戦出場なし

### 背番号
- 60 （1990年 - 1992年）
- 62 （1993年 - 1996年）